# Авангардная поп-музыка
Аванга́рдная поп-му́зыка или аванга́рдный-поп (англ. avant-pop) — вид популярной музыки, которая является экспериментальной, новой и отличной от предыдущих стилей, сохраняя при этом непосредственную доступность для широкого слушателя. Этот термин подразумевает сочетание авангардной чувствительности с существующими элементами популярной музыки для создания новых или уникальных художественных воплощений.

## Определение
Термин «авангардный-поп» использовался для обозначения музыки, которая уравновешивает экспериментальные или авангардные подходы со стилистическими элементами популярной музыки и исследует общепринятые структуры или формы. Писатель Теджумола Оланийан описывает «авангардную поп-музыку» как выходящую за «границы главенствующих стилей, значений этих стилей и социальных норм, которые они поддерживают или подразумевают». Музыковед Шон Олбиез описывает «авангардный-поп» как собирательное понятие для категории уникальных артистов, работающих в «пограничном пространстве между современной классической музыкой и многими популярными музыкальными жанрами, которые развивались во второй половине двадцатого века». Олбиез подчеркнул, что основой авангардного-попа является экспериментализм, а также его постмодернистское и неиерархическое слияние различных жанров, таких как поп, электроника, рок, классика и джаз.
Пол Гримстад из The Brooklyn Rail пишет, что авангардный-поп — это музыка, которая «перестраивает» элементы структуры песни, «так что (а) ключевые особенности мелодии не теряются, но (б) сама эта доступность приводит к тому, что ты натыкаешься на более странные элементы, встроенные в дизайн». Фестиваль Tribeca New Music Festival определяет «авангардный-поп» как «музыку, которая черпает энергию как из популярной музыки, так и из классических форм». Помимо музыки, этот термин использовался литературным критиком Ларри Маккаффери для описания «самых радикальных, диверсионных литературных талантов постмодернистской новой волны».

## История
В 1960-х годах, когда популярная музыка начала приобретать культурное значение как нечто большее, нежели просто ещё один вид коммерческого развлечения, музыканты начали искать вдохновения в послевоенном авангарде. В 1959 году продюсер Джо Мик записал I Hear a New World (1960), которую Джонатан Патрик из Tiny Mix Tapes назвал «поворотным моментом как в электронной музыке, так и в истории авангардного-попа […] сборник мечтательных поп-виньеток, украшенный даббовым-эхом и звуковыми завитками сделанными при помощи искажённых аудиолент», который в то время был по большей части проигнорирован. Среди других ранних авангардных произведений фигурировала песня The Beatles «Tomorrow Never Knows» (1966), которая содержала элементы конкретной музыки, индийских народных произведений, авангардной композиции и электроакустические манипуляции со звуком в формате 3-минутной поп-песни, а также экспериментальные записи группы The Velvet Underground. Чьи музыканты начали интегрировать в своё творчество идеи минималисткой и дроуновой музыки композитора Ла Монте Янга, поэзию битников и поп-арт 1960-х.
В конце 1960-х представители немецкой экспериментальной авангардной сцены (получившей название «краут-рок»), такие как Kraftwerk, Can и Tangerine Dream, черпали вдохновение из фри-джаза, немецкой академической музыки и англо-американского поп-рока. По словам Дэвида Макнейми из The Quietus, альбом An Electric Storm (1968), записанный электронной группой White Noise (при участии британской BBC Radiophonic Workshop), является «бесспорным шедевром раннего авангардного-попа». В 1970-х различные исполнители прогрессивного рока и постпанка заимствовали элементы из авангардной поп-музыки, в том числе такие группы как Pink Floyd, Genesis, Henry Cow, This Heat и The Pop Group. Среди более современных исполнителей авангардной поп-музыки выделяются Дэвид Силвиан, Скотт Уокер и Бьорк, чьи вокальные эксперименты и новаторские способы записи позволили им выйти за рамки норм коммерческой поп-музыки.
Также пионерами авангардной поп-музыки считаются Лу Рид (бывший фронтмен The Velvet Underground), певица Кейт Буш, перформансистка Лори Андерсон, арт-поп-музыкант Спуки Рубен и Эрик Коупленд из Black Dice. По состоянию на 2017 год в числе видных современных артистов, работающих в жанре авангардной поп-музыке, также фигурируют Джулия Холтер, Холли Херндон и Oneohtrix Point Never.